# Tetraotoporpae siankaanensis
Tetraotoporpae siankaanensis är en nässeldjursart som beskrevs av Zamponi och Suarez Morales 1991. Tetraotoporpae siankaanensis ingår i släktet Tetraotoporpae och familjen Aeginidae. Inga underarter finns listade i Catalogue of Life.